# Психология управления
Психоло́гия управле́ния — раздел психологии, изучающий психологические закономерности управленческой деятельности. 
Основная задача психологии управления — анализ психологических условий и особенностей управленческой деятельности с целью повышения эффективности и качества работы в системе управления. Процесс управления реализуется в деятельности руководителя, в которой психология управления выделяет следующие моменты: диагностика и прогнозирование состояния и изменений управленческой подсистемы; формирование программы деятельности подчинённых, направленной на изменение состояний управляемого объекта в заданном направлении; организация исполнения решения. 
В личности руководителя психология управления различает его управленческие потребности и способности, а также его индивидуальную управленческую концепцию, включающую сверхзадачу, проблемное содержание, управленческие замыслы и внутренне принятые личностью принципы и правила управления. Управляющая подсистема, изучаемая психологией управления, обычно представлена совместной деятельностью большой группы иерархически взаимосвязанных руководителей.
Практическая реализация разработок в области психологии управления осуществляется в форме создания диагностического инструментария, разработки активных методов подготовки руководителей, управленческого консультирования, в частности, по вопросам профессионального развития, создания резерва на выдвижение на руководящие должности и т. д.

## Предмет изучения психологии управления
Предметом психологии управления являются следующие проблемы человеческих взаимоотношений и взаимодействий с точки зрения ситуаций управления:
1. Личность, её самосовершенствование и саморазвитие в процессе труда.
2. Управленческая деятельность и её организация с точки зрения психологической эффективности.
3. Групповые процессы в трудовом коллективе, и их регуляция.

## Основные методы психологии управления
Психология управления как наука опирается на различные психологические методы, основными из которых являются наблюдение и эксперимент.
По своему характеру и сущности наблюдение — сложный объективный психологический процесс отражения действительности. Его сложность обуславливается тем, что оно ведётся в естественной обстановке функционирования организации, в которой место и роль исследователя как наблюдателя оказывает определённое влияние и воздействие на наблюдаемых, с одной стороны, и на подбор и обобщение информации, с другой. Кроме того, в большинстве случаев роль исследователя пассивна, поскольку он лишь фиксирует проявившееся мнение или отношение людей к процессам, фактам и явлениям.
Эксперимент относится к числу самых своеобразных и трудно осваиваемых методов сбора информации. Осуществление эксперимента позволяет получить весьма уникальную информацию, добыть которую иными методами просто не представляется возможным. Например, в целях повышения производительности труда на предприятии решили использовать ряд новых форм морального и материального стимулирования. Однако неясно, приведёт ли это к желаемому результату или, наоборот, повлечёт за собой негативные последствия, снизит эффект применения ранее введённых и прижившихся форм поощрения за добросовестный труд? Здесь на помощь руководителю приходит эксперимент, способный в силу своих возможностей «проиграть» определённую ситуацию и «выдать» ценную информацию. Основная цель его проведения — проверка гипотез, результаты которых имеют прямой выход на практику, на различные управленческие решения

## Психологические законы управления
Психология управления как отрасль практической психологии изучает в том числе и управленческую деятельность. Законы психологии управления проявляются во взаимодействии в межличностных отношениях и в групповом общении, и действуют, как и любой закон, вне зависимости от того, знаем мы их или не знаем. Основными законами психологии управления и управленческой деятельности в целом являются:
1. Закон неопределённости отклика.
2. Закон неадекватности взаимного восприятия.
3. Закон неадекватности самооценки.
4. Закон искажения информации.
5. Закон самосохранения.
6. Закон компенсации.